# HD 195019 b
HD 195019 b는 쌍성계 HD 195019 주위를 돌고 있는 외계 행성이다. 질량으로 미루어 보아 슈퍼목성으로 분류할 수 있는데, 최소 질량은 목성의 3.7배이다. 그러나 발견 방법의 한계 때문에 실제 질량은 이보다 더 클 가능성이 있다. 평범한 뜨거운 목성과 마찬가지로 이 행성 역시 항성에 매우 가까이 붙어 돌고 있으며 공전 궤도 역시 원에 가깝게 고정되었다. 항성을 한 바퀴 도는 데는 437시간이 걸리며 공전 속도는 1초에 83.24 킬로미터이다.

## 참고 문헌
- (영어) Fischer;  외. (1999). “Planetary Companions around Two Solar-Type Stars: HD 195019 and HD 217107”. 《Publications of the Astronomical Society of the Pacific》 111 (755): 50 – 56. doi:10.1086/316304. 2019년 12월 7일에 원본 문서에서 보존된 문서. 2009년 6월 17일에 확인함.